# Curtiss P-40
Die Curtiss P-40 Warhawk (auf Deutsch etwa Kriegsaxt oder auch Kriegsfalke) ist ein US-amerikanisches Jagdflugzeug des Zweiten Weltkriegs. Die von Curtiss-Wright entwickelte Warhawk war das Standard-Jagdflugzeug der United States Army Air Forces (USAAF) beim japanischen Angriff auf Pearl Harbor im Dezember 1941 und wurde bis zum Ende des Pazifikkrieges Anfang September 1945 verwendet, ergänzt ab 1942 durch weitere einmotorige Muster wie P-47, P-51 und F4U. P-40 wurden auch im Kriegsschauplatz Mittelmeerraum eingesetzt.
Die an die britische Royal Air Force (RAF), die Streitkräfte des Commonwealth und die Luftstreitkräfte der Sowjetunion gelieferten P-40 wurden als Tomahawk bzw. Kittyhawk (ab Version P-40D) bezeichnet. Alle 13.738 P-40 baute das Curtiss-Wright-Stammwerk Buffalo im US-Bundesstaat New York, bis die Fertigung im November 1944 endete.

## Beschreibung
Der einmotorige, einsitzige Tiefdecker wurde von der Curtiss-Wright Co. aus der Curtiss P-36 entwickelt, was die Entwicklungszeit verkürzte und eine rasche Einführung ermöglichte. Der luftgekühlte Sternmotor der P-36 wurde durch einen flüssigkeitsgekühlten V-Motor Allison V-1710 ersetzt. Der Erstflug erfolgte 1938, die Serienfertigung von 1939 bis 1944.
Die RAF übernahm eine Anzahl der ursprünglich für die französische Armée de l’air bestellten Curtiss-Jäger als Tomahawk. Da diese aufgrund ihrer unzureichenden Leistung in Höhen über 4.500 Metern nicht mit der Messerschmitt Bf 109 der deutschen Luftwaffe konkurrieren konnte, wurde sie in Nordafrika eingesetzt, wo sie sich in niedriger bis mittlerer Höhe dank ihrer guten Manövrierfähigkeit als brauchbarer Jäger und Jagdbomber erwies.
Im Rahmen des Leih- und Pachtgesetzes erhielt die Sowjetunion 2631 Maschinen.
Auch die für die Republik China kämpfende irreguläre American Volunteer Group (Flying Tigers) waren mit P-40-Jägern ausgerüstet. Anders als in Europa war die P-40 in China in ihren Flugleistungen den gegnerischen Jägern überlegen, und die Flying Tigers konnten mit der P-40 den von den Japanern (es gab Kaiserlich Japanische Heeresluftstreitkräfte und Kaiserlich Japanische Marineluftstreitkräfte) vorwiegend eingesetzten Jägertyp Nakajima Ki-43 „Hayabusa“, vor allem aber die ein- und zweimotorigen Bomber der Japaner erfolgreich bekämpfen.

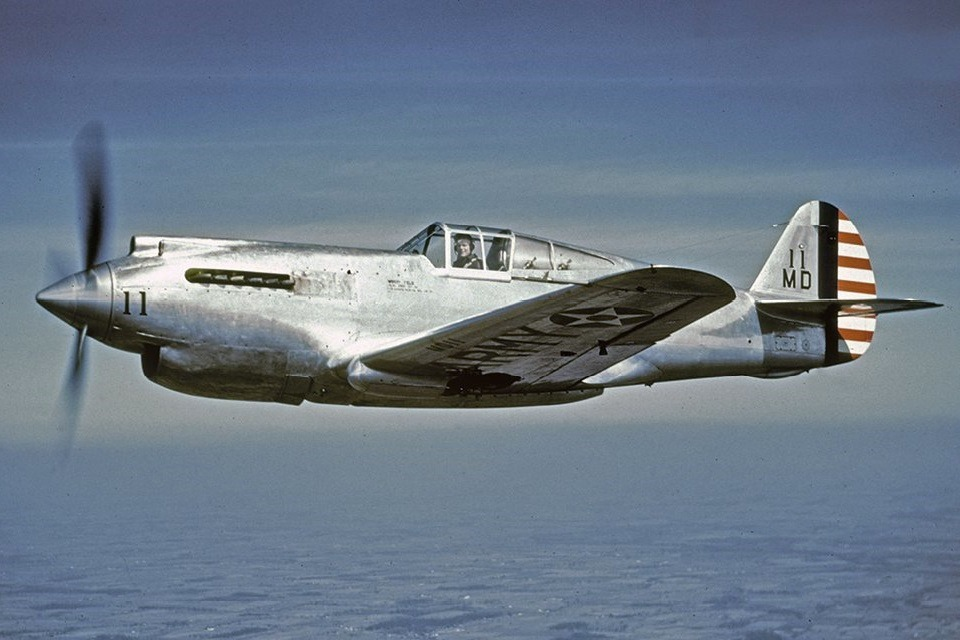
Prototyp Curtiss XP-40

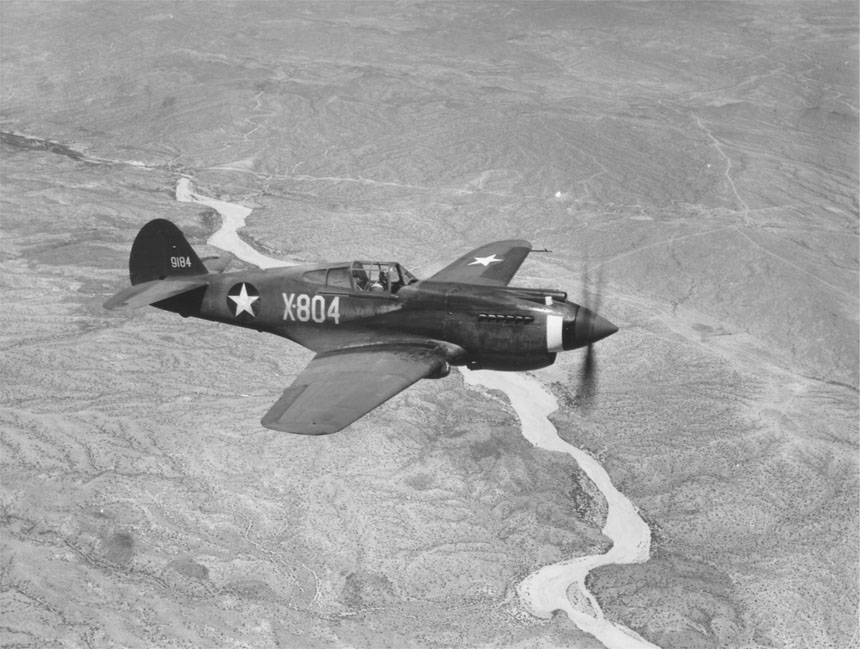
P-40B der USAAF

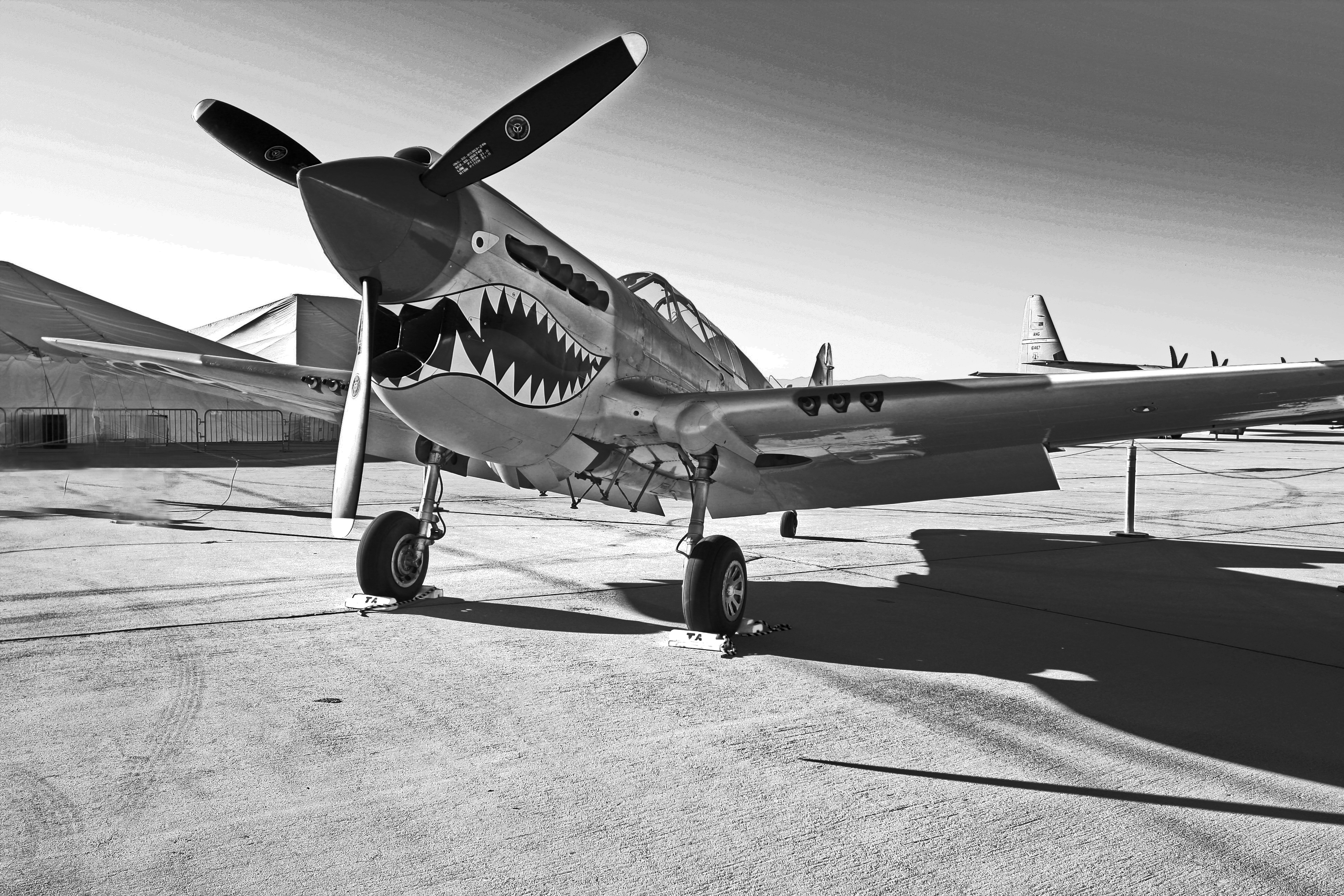
Restaurierte P-40N in den Farben der American Volunteer Group

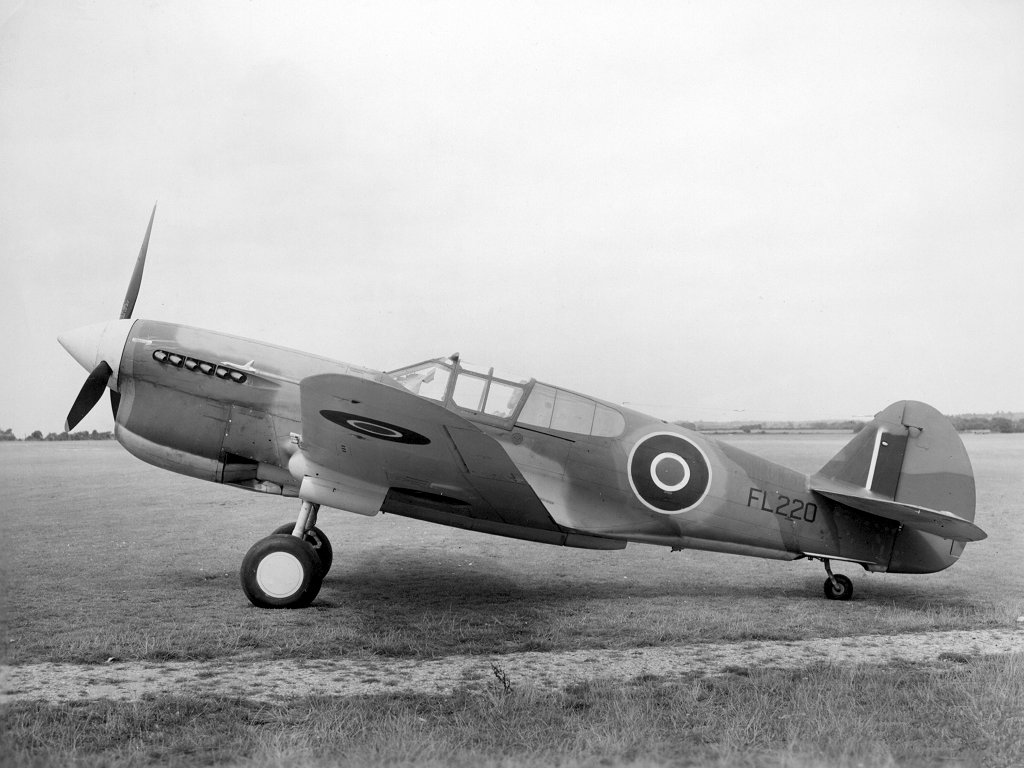
Kittyhawk Mk. II der RAF

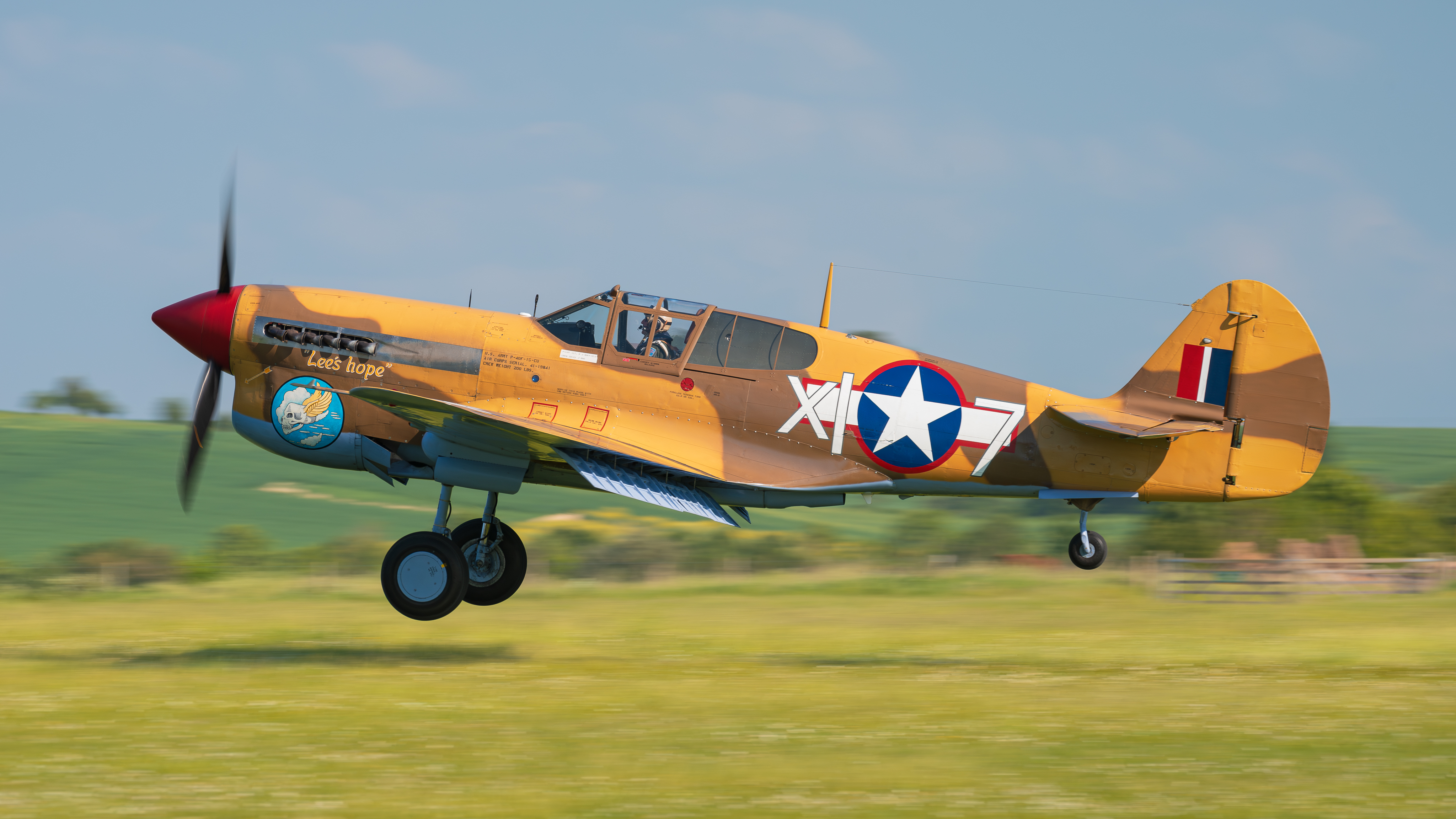
Curtiss P-40F

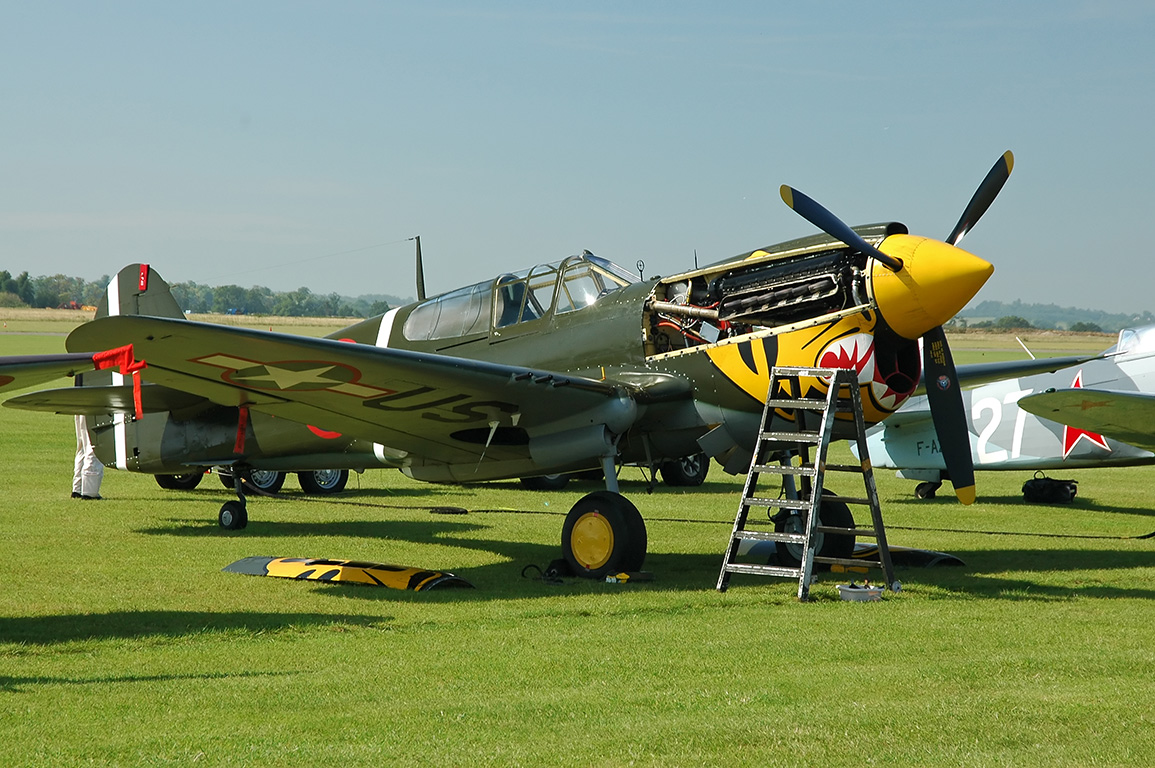
Curtiss P-40M

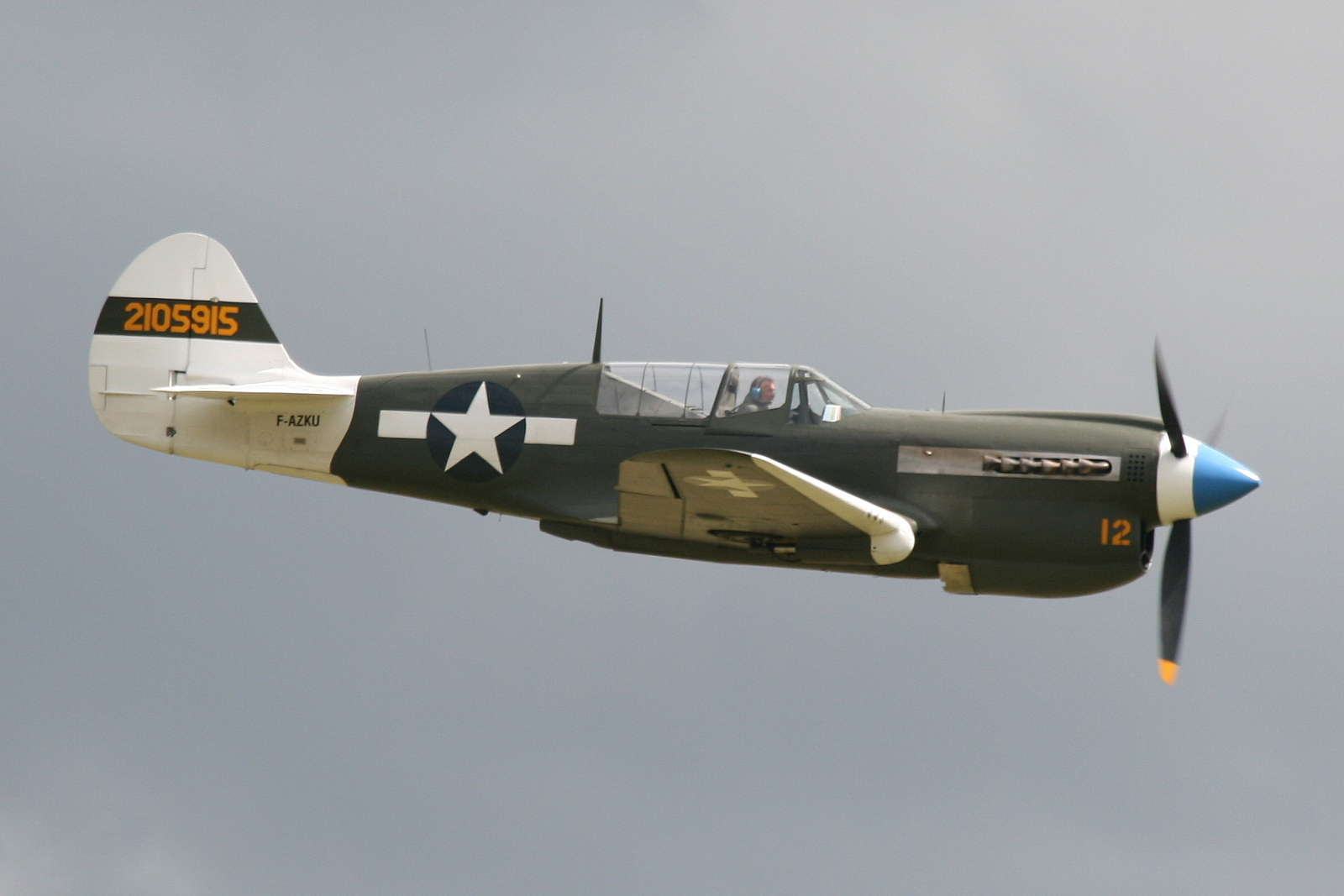
Curtiss P-40N

Die auf dem pazifischen Kriegsschauplatz eingesetzten regulären Jagdstaffeln der USAAF, die neben der Ki-43 vor allem die Mitsubishi A6M „Zero“ zum Gegner hatten, hatten in den ersten Monaten größere Schwierigkeiten als die Flying Tigers, die Schwächen der wendigen japanischen Jäger zu finden und im Luftkampf auszunutzen.
Trotz ihrer insgesamt mäßigen Leistungen wurde die P-40 in großen Stückzahlen gefertigt und auf allen Kriegsschauplätzen als Jagdbomber eingesetzt. Obwohl sie mit immer stärkeren Motoren ausgerüstet wurde, blieben ihre Flugleistungen immer weiter hinter denen anderer zeitgenössischer Jagdflugzeuge zurück. Die von Allison-Motoren angetriebenen Varianten konnten aufgrund des einstufigen Eingang-Laders ihre schwache Leistung in mittleren und großen Höhen niemals steigern, zumal die Kombination von großem Propeller und schnelldrehender Propellerwelle in diesen Höhen zu erheblichen Effizienzverlusten führte.
Die von mit Zweigang-Ladern versehenen Rolls-Royce-Merlin-Motoren mit etwas günstigerem Übersetzungsverhältnis der Propellerwelle angetriebenen Varianten P-40F und P-40L hatten die besten Höhenleistungen aller P-40, aber auch sie konnten weder die Leistungen der Bf 109F noch die der neueren Varianten der Bf 109 oder gar die der Focke-Wulf Fw 190 erreichen. Trotzdem erzielte Charles B. Hall am 2. Juli 1943 den ersten Luftsieg eines afroamerikanischen Piloten mit genau einer solchen P-40 über eine Focke-Wulf 190. Alleine am 27. Januar 1944 schossen die Piloten der Staffel 99, welche ebenfalls allesamt Afroamerikaner waren, 10 Focke-Wulf 190 ab.

## Produktion
Abnahme der P-40 durch die USAAF:
| Jahr | 1940 | 1941  | 1942  | 1943  | 1944  | SUMME  |
| ---- | ---- | ----- | ----- | ----- | ----- | ------ |
| P-40 | 778  | 2.246 | 4.454 | 4.258 | 2.002 | 13.738 |

Die RAF erhielt folgende Flugzeuge:
| Name      | Variante | Anzahl | Bemerkung                                         |
| --------- | -------- | ------ | ------------------------------------------------- |
| Tomahawk  | Mk I     | 140    |                                                   |
|           | Mk IIA   | 110    |                                                   |
|           | Mk IIB   | 830    | 100 weitere gingen an die Flying Tigers in China  |
| Kittyhawk | Mk I     | 560    |                                                   |
|           | Mk IA    | 432    | 1.500 waren bestellt                              |
|           | Mk II    | 250    | davon gingen 79 an Frankreich                     |
|           | Mk III   | 603    | davon gingen 1 an Frankreich und 170 an die UdSSR |
|           | Mk IV    | 586    | davon gingen 130 an die UdSSR                     |
| Summe     |          | 3.511  | davon 3.131 an die RAF                            |

## Varianten
XP-40
Prototyp, eine umgebaute Curtiss P-36 mit Allison-V-1710-V-Motor, Erstflug am 14. Oktober 1938
P-40 (Tomahawk I)
Allison V-1710-33, zwei 7,62-mm-MG über dem Motor, vier in den Tragflächen; 200 für die USAAF gebaut, 140 für die RAF
P-40B (Tomahawk IIA)
Allison-V-1710-33-Motor; 131 für die USAAF gebaut, 110 für die RAF
P-40C (Tomahawk IIB)
Allison-V-1710-33-Motor; 193 für die USAAF gebaut, 960 für die RAF (davon wurden 100 an die American Volunteer Group geliefert)
P-40D (Kittyhawk I)
Allison V-1710-39; verlängerter Rumpfbug, sechs 12,7-mm-Browning-MG in den Tragflächen; 22 für die USAAF gebaut, 560 für die RAF
P-40E (Kittyhawk IA)
Allison V-1710-39; verlängerter Rumpfbug, 2320 gebaut (davon 1500 als P-40E-1/Kittyhawk IA)
P-40F (Kittyhawk II)
Packard Merlin V-1650-1 (Lizenzversion des Rolls-Royce Merlin XX); 1311 gebaut (davon 150 für die RAF)
RP-40G
Allison V-1710-33, Aufklärerversion, nicht eingesetzt
P-40J
(nur Projekt, Motor mit Turbolader, aufgegeben)
P-40K (Kittyhawk III)
Allison V-1710-73 (F4R); verlängertes Rumpfheck, 1300 gebaut (davon 192 an die RAF, 42 an die RAAF, 23 an die RNZAF, 9 an die RCAF und 25 an Brasilien)
P-40LPackard Merlin V-1650-1, Leichtbauversion; verlängertes Rumpfheck, 700 gebaut
P-40M (Kittyhawk III)
Allison V-1710-81; verlängertes Rumpfheck, 600 gebaut (davon 264 an die RAF, 168 an die RAAF, 34 an die RNZAF und 19 an Brasilien)
P-40N (Kittyhawk IV)
Allison V-1710-81, Leichtbauversion, verlängertes Rumpfheck, 5219 gebaut (ca. 1000 an die UdSSR geliefert, 468 an die RAAF, 456 an die RAF)
P-40R
300 auf Allison V-1710-81 umgerüstete P-40F/L
XP-40Q
2 Prototypen, Allison V-1710-121; Kühler unter Rumpfmitte, Vollsichthaube
XP-46
2 Prototypen; modifizierte P-40C mit Allison-V-1710-39-Motor, zugunsten der P-40D aufgegeben
XP-53
Model 88, projektierte Weiterentwicklung der XP-46, aufgegeben
XP-60, YP-60
Modelle 90 und 95, modifizierte Entwürfe der P-40D, nur Prototypen, Großserienbestellung wieder storniert. Später einige experimentelle weitere Entwürfe

## Technische Daten

Curtiss P-40E

| Kenngröße             | Daten der Curtiss P-40N                                                |
| --------------------- | ---------------------------------------------------------------------- |
| Besatzung             | 1                                                                      |
| Länge                 | 10,19 m                                                                |
| Spannweite            | 11,40 m                                                                |
| Höhe                  | 3,76 m                                                                 |
| Leermasse             | 2815 kg                                                                |
| max. Startmasse       | 3780 kg                                                                |
| Höchstgeschwindigkeit | 560 km/h in 4940 m Höhe                                                |
| Dienstgipfelhöhe      | 9450 m                                                                 |
| Reichweite            | 1200 km                                                                |
| Triebwerk             | ein V12-Motor Allison V-1710-99 mit 895 kW (1217 PS)                   |
| Bewaffnung            | sechs Browning-MG AN/M2, Cal. .50 (12,7 mm), bis zu drei 227-kg-Bomben |